# هيلين فنسنت
هيلين فنسنت (بالفرنسية: Hélène Vincent)‏ (و. 1943 – م) هي ممثلة، ومخرجة مسرحية، وممثلة مسرحية، وممثلة أفلام من فرنسا . ولدت في باريس .

## روابط خارجية
- هيلين فنسنت على موقع IMDb (الإنجليزية)
- هيلين فنسنت على موقع ألو سيني (الفرنسية)
- هيلين فنسنت على موقع أول موفي (الإنجليزية)
- هيلين فنسنت على موقع قاعدة بيانات الأفلام السويدية (السويدية)
- هيلين فنسنت على موقع قاعدة بيانات الفيلم (الإنجليزية)
- هيلين فنسنت على موقع كينوبويسك (الروسية)